# Индия на летних Олимпийских играх 2004
Индия принимала участие в Летних Олимпийских играх 2004 года в Афинах (Греция) в двадцать второй раз за свою историю, и завоевала одну серебряную медаль.

## 02!Серебро

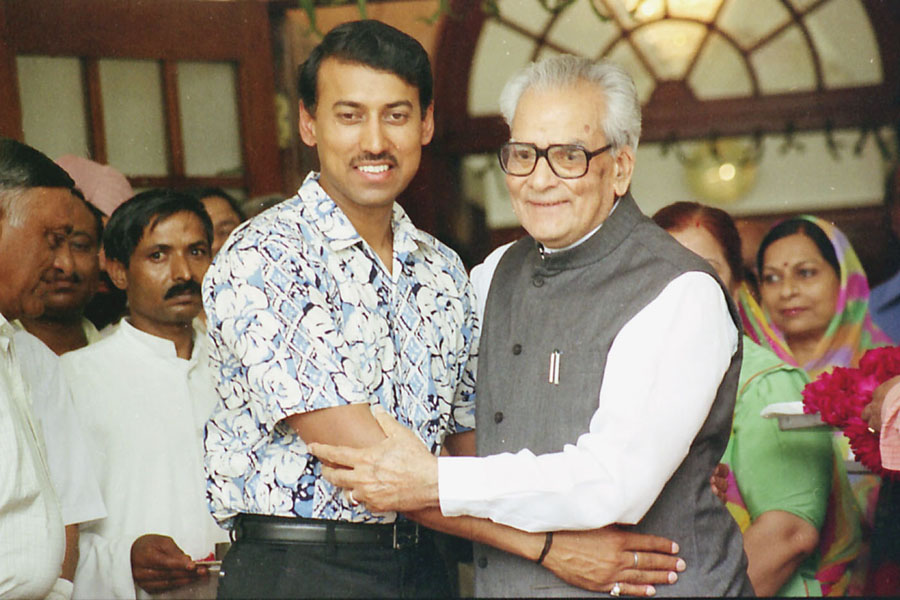
Р. С. Ратхор принимает поздравления премьер-министра Индии Б. С. Шекхавата

- Стрельба, мужчины, дубль-трап — Раджьявардхан Сингх Ратхор.

## Результаты соревнований

### Академическая гребля
В следующий раунд из каждого заезда проходили несколько лучших экипажей (в зависимости от дисциплины). В финал A выходили 6 сильнейших экипажей, остальные разыгрывали места в утешительных финалах B-E.
Мужчины
| Соревнование | Спортсмены             | Предварительный заезд | Предварительный заезд | Предварительный заезд | Отборочный заезд | Отборочный заезд | Отборочный заезд | Полуфинал     | Полуфинал     | Полуфинал     | Финал   | Финал   | Итоговое место |
| Соревнование | Спортсмены             | Заезд                 | Время                 | Место                 | Заезд            | Время            | Место            | Заезд         | Время         | Место         | Время   | Место   | Итоговое место |
| ------------ | ---------------------- | --------------------- | --------------------- | --------------------- | ---------------- | ---------------- | ---------------- | ------------- | ------------- | ------------- | ------- | ------- | -------------- |
| одиночки     | Паулос Пандари Куннель | 3                     | 8:00,11               | 5                     | 1                | 7:29,47          | 4                | Полуфинал D/E | Полуфинал D/E | Полуфинал D/E | Финал E | Финал E | 27             |
| одиночки     | Паулос Пандари Куннель | 3                     | 8:00,11               | 5                     | 1                | 7:29,47          | 4                | 2             | 7:48,38       | 5             | 7:22,63 | 3       | 27             |

### Бокс
Мужчины
| Категория | Спортсмены      | 1/32                   | 1/16                 | Четвертьфинал        | Полуфинал            | Финал                | Место |
| Категория | Спортсмены      | Соперник Результат     | Соперник Результат   | Соперник Результат   | Соперник Результат   | Соперник Результат   | Место |
| --------- | --------------- | ---------------------- | -------------------- | -------------------- | -------------------- | -------------------- | ----- |
| до 51 кг  | Акхил Кумар     | Тома (FRA) П 16-37     | Завершил выступление | Завершил выступление | Завершил выступление | Завершил выступление | 17    |
| до 54 кг  | Дивакар Прасад  | Бигхраде (MAR) В 25–17 | Болум (NGR) П RSC    | Завершил выступление | Завершил выступление | Завершил выступление | 9     |
| до 64 кг  | Виджендер Сингх | Караголу (TUR) П 20–25 | Завершил выступление | Завершил выступление | Завершил выступление | Завершил выступление | 17    |
| до 81 кг  | Джитендер Кумар | Федчук (UKR) П 16-37   | Завершил выступление | Завершил выступление | Завершил выступление | Завершил выступление | 17    |

### Борьба
Мужчины
| Категория | Спортсмены           | Квалификация         | Квалификация           | Четвертьфиналы       | Полуфиналы           | Финал                | Место |
| Категория | Спортсмены           | Соперник Результат   | Соперник Результат     | Соперник Результат   | Соперник Результат   | Соперник Результат   | Место |
| --------- | -------------------- | -------------------- | ---------------------- | -------------------- | -------------------- | -------------------- | ----- |
| до 55 кг  | Йогешвар Дутт        | Танабе (JPN) П 1-3   | Абдуллаев (AZE) П 1-3  | Завершил выступление | Завершил выступление | Завершил выступление | 18    |
| до 60 кг  | Сушил Кумар          | Кинтана (CUB) П 0-3  | Джорев (BUL) В 3-0     | Завершил выступление | Завершил выступление | Завершил выступление | 14    |
| до 66 кг  | Рамеш Кумар          | Таскудис (GRE) П 1–3 | Оганесян (ARM) В 3-1   | Завершил выступление | Завершил выступление | Завершил выступление | 10    |
| до 74 кг  | Суджит Маан          | Обата (JPN) П 0-3    | Фундора (CUB) П 0-3    | Завершил выступление | Завершил выступление | Завершил выступление | 18    |
| до 84 кг  | Анудж Кумар          | Ходаеи (IRI) П 1-3   | Ёкояма (JPN) П 1-3     | Завершил выступление | Завершил выступление | Завершил выступление | 16    |
| до 120 кг | Палвиндер Сингх Чима | Таймазов (UZB) П 0-4 | Гармулевич (POL) П 1-3 | Завершил выступление | Завершил выступление | Завершил выступление | 15    |

### Лёгкая атлетика
Мужчины
| Дисциплина    | Спортсмен     | Предварительный раунд | Предварительный раунд | Полуфиналы    | Полуфиналы    | Финал                | Финал                |
| Дисциплина    | Спортсмен     | Результат             | Место                 | Результат     | Место         | Результат            | Место                |
| ------------- | ------------- | --------------------- | --------------------- | ------------- | ------------- | -------------------- | -------------------- |
| 400 м         | К. М. Бину    | 45,48                 | 13                    | 45,97         | 19            | Закончил выступление | Закончил выступление |
| толкание ядра | Бахадур Сингх | NM                    | NM                    | Не проводится | Не проводится | Закончил выступление | Закончил выступление |
| метание диска | Анил Кумар    | NM                    | NM                    | Не проводится | Не проводится | Закончил выступление | Закончил выступление |
| метание диска | Викас Гауда   | 61,39 м               | 14                    | Не проводится | Не проводится | Закончил выступление | Закончил выступление |

Женщины
| Дисциплина      | Спортсмен                                                                                          | Предварительный раунд | Предварительный раунд | Полуфиналы            | Полуфиналы            | Финал                 | Финал                 |
| Дисциплина      | Спортсмен                                                                                          | Результат             | Место                 | Результат             | Место                 | Результат             | Место                 |
| --------------- | -------------------------------------------------------------------------------------------------- | --------------------- | --------------------- | --------------------- | --------------------- | --------------------- | --------------------- |
| 400 м           | Сарасвати Саха                                                                                     | 23,43                 | 33                    | Закончила выступление | Закончила выступление | Закончила выступление | Закончила выступление |
| 4×400 м         | Сати Гита (только финал) Читра Соман К. М. Бинамол Раджвиндер Каур Манджит Каур (только 1-й раунд) | 3:26,89               | 6                     | Не проводится         | Не проводится         | 3:28,51               | 7                     |
| прыжки в высоту | Бобби Алоизиус                                                                                     | 1,85 м                | 28                    | Не проводится         | Не проводится         | Закончила выступление | Закончила выступление |
| прыжки в длину  | Анджу Бобби Джордж                                                                                 | 6,69 м                | 8                     | Не проводится         | Не проводится         | 6,83 м                | 5                     |
| метание диска   | Нилам Сингх                                                                                        | 60,26 м               | 16                    | Не проводится         | Не проводится         | Закончила выступление | Закончила выступление |
| метание диска   | Сима Антил                                                                                         | 60,64 м               | 13                    | Не проводится         | Не проводится         | Закончила выступление | Закончила выступление |
| метание диска   | Харвант Каур                                                                                       | 60,82 м               | 12                    | Не проводится         | Не проводится         | Закончила выступление | Закончила выступление |
| семиборье       | Дж. Дж. Шобха                                                                                      |                       |                       |                       |                       | 6172                  | 11                    |
| семиборье       | Сома Бисвас                                                                                        |                       |                       |                       |                       | 5965                  | 24                    |

### Стрельба
После квалификации лучшие спортсмены по очкам проходили в финал, где продолжали с очками, набранными в квалификации. В некоторых дисциплинах квалификация не проводилась. Там спортсмены выявляли сильнейшего в один раунд.
Мужчины
| Соревнование                  | Спортсмены           | Квалификация | Место | Финал                | Место                | Всего | Место |
| ----------------------------- | -------------------- | ------------ | ----- | -------------------- | -------------------- | ----- | ----- |
| Пневматическая винтовка, 10 м | Абхинав Биндра       | 597          | 3     | 694.6                | 7                    | 694.6 | 7     |
| Пневматическая винтовка, 10 м | Гаган Наранг         | 593          | 12    | Завершил выступление | Завершил выступление | 593   | 12    |
| Трап                          | Манавджит Сандху     | 116          | 19    | Завершил выступление | Завершил выступление | 116   | 19    |
| Трап                          | Маншер Сингх         | 115          | 21    | Завершил выступление | Завершил выступление | 115   | 21    |
| Дубль-трап                    | Раджьявардхан Ратхор | 135          | 5     | 179                  | 2                    | 179   | 2     |

Женщины
| Соревнование                     | Спортсмены       | Квалификация | Место | Финал                 | Место                 | Всего | Место |
| -------------------------------- | ---------------- | ------------ | ----- | --------------------- | --------------------- | ----- | ----- |
| Винтовка, 10 м                   | Сума Ширур       | 396          | 6     | 497.2                 | 8                     | 497.2 | 8     |
| Винтовка, 10 м                   | Анжали Вендпатак | 393          | 20    | Завершила выступление | Завершила выступление | 393   | 20    |
| Винтовка из трёх положений, 50 м | Анжали Вендпатак | 575          | 13    | Завершила выступление | Завершила выступление | 575   | 13    |
| Винтовка из трёх положений, 50 м | Дипали Дешпанде  | 572          | 6     | Завершила выступление | Завершила выступление | 572   | 19    |

### Теннис
Мужчины
| Соревнование  | Спортсмены                 | 1/16 финала                   | 1/8 финала                         | Четвертьфинал                  | Полуфинал                        | Финал/за 3-е место               | Место |
| Соревнование  | Спортсмены                 | Соперник Результат            | Соперник Результат                 | Соперник Результат             | Соперник Результат               | Соперник Результат               | Место |
| ------------- | -------------------------- | ----------------------------- | ---------------------------------- | ------------------------------ | -------------------------------- | -------------------------------- | ----- |
| парный разряд | Махеш Бхупати Леандер Паес | Фиш / Роддик (USA) В 7:6, 6:3 | Аллегро / Федерер (SUI) В 6:2, 7:6 | Блэк / Ульетт (ZIM) В 6:4, 6:4 | Кифер / Шуттлер (GER) П 2:6, 3:6 | Анчич / Любичич (CRO) П 3:6, 6:7 | 4     |

### Тяжёлая атлетика
В рамках соревнований по тяжёлой атлетике проводятся два упражнения — рывок и толчок. В каждом из упражнений спортсмену даётся 3 попытки, в которых он может заказать любой вес, кратный 2,5 кг. Победитель определяется по сумме двух упражнений.
| Категория | Спортсмен         | Вес   | Рывок | Рывок | Рывок | Толчок | Толчок | Толчок | Всего | Место |
| Категория | Спортсмен         | Вес   | 1     | 2     | 3     | 1      | 2      | 3      | Всего | Место |
| --------- | ----------------- | ----- | ----- | ----- | ----- | ------ | ------ | ------ | ----- | ----- |
| до 48 кг  | Кунджарани Деви   | 47,78 | 82,5  | 82,5  | 85,0  | 102,5  | 107,5  | 112,5  | 190,0 | 4     |
| до 53 кг  | Санамачха Чану    | 51,91 | 82,5  | 82,5  | 85,0  | 105,0  | 107,5  | 110,0  | 190,0 | DSQ   |
| до 63 кг  | Карнам Маллешвари | 62,83 | 100,0 | —     | —     | —      | —      | —      | —     | DNF   |

- Санамачха Чану заняла четвёртое место в своей категории, но была дисквалифицирована после теста на допинг, обнаружившего фуросемид[1].

### Хоккей на траве

#### Мужчины
Мужская сборная Индии квалифицировалась на Игры, заняв 4-е место на олимпийском отборочном турнире в марте 2004 года в Мадриде.
Состав
| Номер | Имя                   | Позиция      | Дата рождения | Рост, см | Вес, кг | Клуб                     | Игры | Голы |
| ----- | --------------------- | ------------ | ------------- | -------- | ------- | ------------------------ | ---- | ---- |
| 1     | Девеш Чаухан          | Вратарь      | 11.12.1981    | 153      | 84      | Indian Oil Corp, Delhi   | 1    | -1   |
| 3     | Дилип Теркей          | Защитник     | 25.11.1977    | 170      | 70      | Indian Airlines, Delhi   | 7    | 1    |
| 4     | Сандип Сингх          | Полузащитник | 27.02.1986    | 185      | 78      | Coe-Patiala, Patiala     | 6    | 0    |
| 6     | Игнас Теркей          | Полузащитник | 10.05.1981    | 172      | 62      | Services, Delhi          | 7    | 0    |
| 7     | Прабхджот Сингх       | Нападающий   | 14.08.1980    | 177      | 70      | Indian Oil Corp, Delhi   | 7    | 1    |
| 8     | Дипак Тхакур          | Нападающий   | 28.12.1980    | 174      | 72      | Indian Oil Corp, Delhi   | 4    | 1    |
| 9     | Дханрадж Пиллай       | Нападающий   | 16.07.1968    | 170      | 68      | Indian Airlines, Delhi   | 7    | 2    |
| 10    | Балджит Сингх Дхиллон | Нападающий   | 18.06.1973    | 175      | 72      | Punjab Police, Jalandhar | 7    | 1    |
| 11    | Гагат Аджит Сингх     | Нападающий   | 09.12.1980    | 177      | 80      | Punjab Police, Jalandhar | 7    | 7    |
| 12    | Адриан Д’Соуза        | Вратарь      | 24.03.1984    | 170      | 62      | BPCL, Delhi              | 7    | -17  |
| 14    | Уильям Ксалко         | Защитник     | 14.06.1984    | 167      | 60      | A.I.Academy, Delhi       | 3    | 0    |
| 18    | Вирен Раскуинья       | Полузащитник | 13.09.1980    | 170      | 65      | Indian Oil Corp, Delhi   | 7    | 0    |
| 23    | Арджун Халаппа        | Полузащитник | 17.02.1980    | 162      | 61      | Indian Airlines, Delhi   | 7    | 1    |
| 24    | Адам Синклер          | Нападающий   | 29.02.1984    | 170      | 65      | Tamilnadu, Chennai       | 6    | 1    |
| 25    | Харпал Сингх          | Защитник     | 11.10.1983    | 170      | 68      | Namdari, Bangalore       | 7    | 0    |
| 27    | Викрам Пиллай         | Полузащитник | 27.11.1981    | 162      | 72      | Indian Airlines, Delhi   | 7    | 1    |

| Имя         | Гражданство | Дата рождения |
| ----------- | ----------- | ------------- |
| Герхард Рах | Германия    |               |

Результаты
Групповой этап (Группа B)
| Место | Команда        | И | В | Н | П | ГЗ | ГП | +/- | Очки |
| ----- | -------------- | - | - | - | - | -- | -- | --- | ---- |
| 1     | Нидерланды     | 5 | 5 | 0 | 0 | 16 | 9  | +7  | 15   |
| 2     | Австралия      | 5 | 3 | 1 | 1 | 14 | 10 | +10 | 10   |
| 3     | Новая Зеландия | 5 | 3 | 0 | 2 | 13 | 11 | +2  | 9    |
| 4     | Индия          | 5 | 1 | 1 | 3 | 11 | 13 | −2  | 4    |
| 5     | ЮАР            | 5 | 1 | 0 | 4 | 9  | 15 | −6  | 3    |
| 6     | Аргентина      | 5 | 0 | 2 | 3 | 8  | 13 | −5  | 2    |

| 15 августа 2004 19:30 UTC+2                             | \| Нидерланды \| 3:1 (1:0, 2:1) Протокол \| Индия \| \| Мартен Эйкелбом 2' · Тён де Нойер 50' · Теке Текема 54' \| Голы \| Гагат Аджит Сингх 69' \| | Олимпийский хоккейный центр Элликон, Афины Судьи: Мюррей Грайм Джейсон Маккракен |
| Нидерланды                                              | 3:1 (1:0, 2:1) Протокол | Индия                                                                            |
| Мартен Эйкелбом 2' · Тён де Нойер 50' · Теке Текема 54' | Голы | Гагат Аджит Сингх 69'                                                            |

| 17 августа 2004 17:00 UTC+2      | \| ЮАР \| 2:4 (2:1, 0:3) Протокол \| Индия \| \| Грег Никол 7' · Крэйг Фултон 12' \| Голы \| Дханрадж Пиллай 27' · Балджит Сингх Дхиллон 41' · Дилип Теркей 69' · Гагат Аджит Сингх 70+' \| | Олимпийский хоккейный центр Элликон, Афины Судьи: Рэй О’Коннор Дэвид Лейпер                 |
| ЮАР                              | 2:4 (2:1, 0:3) Протокол | Индия                                                                                       |
| Грег Никол 7' · Крэйг Фултон 12' | Голы | Дханрадж Пиллай 27' · Балджит Сингх Дхиллон 41' · Дилип Теркей 69' · Гагат Аджит Сингх 70+' |

| 19 августа 2004 19:30 UTC+2                                                 | \| Австралия \| 4:3 (1:1, 3:2) Протокол \| Индия \| \| Трой Элдер 11' · Джейми Дуайер 38' · Майкл Маккенн 49' · Майкл Бреннан 70+' \| Голы \| Дипак Тхакур 6' · Гагат Аджит Сингх 50' · Арджун Халаппа 52' \| | Олимпийский хоккейный центр Элликон, Афины Судьи: Хенрик Элерс Джон Райт |
| Австралия                                                                   | 4:3 (1:1, 3:2) Протокол | Индия                                                                    |
| Трой Элдер 11' · Джейми Дуайер 38' · Майкл Маккенн 49' · Майкл Бреннан 70+' | Голы | Дипак Тхакур 6' · Гагат Аджит Сингх 50' · Арджун Халаппа 52'             |

| 21 августа 2004 09:30 UTC+2 | \| Индия \| 1:2 (0:0, 1:2) Протокол \| Новая Зеландия \| \| Дханрадж Пиллай 62' \| Голы \| Филлип Берроуз 36' · Хайден Шоу 70+' \| | Олимпийский хоккейный центр Элликон, Афины Судьи: Рэй О’Коннор Шавьер Адель |
| Индия                       | 1:2 (0:0, 1:2) Протокол | Новая Зеландия                                                              |
| Дханрадж Пиллай 62'         | Голы | Филлип Берроуз 36' · Хайден Шоу 70+'                                        |

| 23 августа 2004 19:00 UTC+2 | \| Индия \| 2:2 (1:0, 1:2) Протокол \| Аргентина \| \| Гагат Аджит Сингх 33', 60' \| Голы \| Матиас Вила 52', 69' \| | Олимпийский хоккейный центр Элликон, Афины Судьи: Дэвид Джентлз Петер Элдерс |
| Индия                       | 2:2 (1:0, 1:2) Протокол                                                                                              | Аргентина                                                                    |
| Гагат Аджит Сингх 33', 60'  | Голы | Матиас Вила 52', 69'                                                         |

Полуфинал за 5-8-е места
| 25 августа 2004 19:30 UTC+2                              | \| Пакистан \| 3:0 (0:0, 3:0) Протокол \| Индия \| \| Тарик Азиз 43' · Сохайль Аббас 59' · Шаббир Мухаммад 68' \| Голы \| \| | Олимпийский хоккейный центр Элликон, Афины Судьи: Мюррей Грайм Рэй О’Коннор |
| Пакистан                                                 | 3:0 (0:0, 3:0) Протокол | Индия                                                                       |
| Тарик Азиз 43' · Сохайль Аббас 59' · Шаббир Мухаммад 68' | Голы |                                                                             |

Матч за 7-е место
| 27 августа 2004 07:30 UTC+2   | \| Республика Корея \| 2:5 (0:4, 2:1) Протокол \| Индия \| \| Чжи Сён Хин 57' · Кан Сён 58' \| Голы \| Гагат Аджит Сингх 4', 11' · Викрам Пиллай 15' · Прабхджот Сингх 32' · Адам Синклер 68' \| | Олимпийский хоккейный центр Элликон, Афины Судьи: Джейсон Маккракен Петер Элдерс       |
| Республика Корея              | 2:5 (0:4, 2:1) Протокол | Индия                                                                                  |
| Чжи Сён Хин 57' · Кан Сён 58' | Голы | Гагат Аджит Сингх 4', 11' · Викрам Пиллай 15' · Прабхджот Сингх 32' · Адам Синклер 68' |

Итог: по результатам олимпийского турнира мужская сборная Индии по хоккею на траве заняла 7-е место.